# Tour de l'Ariège 1957
Le Tour de l'Ariège 1957 est la première édition du Tour de l'Ariège une course cycliste par étapes qui se déroule du 30 mai au 2 juin 1957 dans le département de l'Ariège. Elle est remportée par Gérard Saint en 17 h 53 min 29 s devant Francis Pipelin (à 1 min 5 s) et Valentin Huot  (à 1 min 12 s).

## Les étapes
| Étape     | Date     | Villes étapes                      | Distance (km) | Vainqueur d’étape |
| --------- | -------- | ---------------------------------- | ------------- | ----------------- |
| 1re étape | 30 mai   | Tarascon-sur-Ariège - Saint-Girons | 193           | Maurice Lampre    |
| 2e étape  | 31 mai   | Saint-Girons - Pamiers             | 220           | Gérard Saint      |
| 3e étape  | 1er juin | Pamiers - Lavelanet (clm)          | 53            | Gérard Saint      |
| 4e étape  | 2 juin   | Lavelanet - Foix                   | 196           | Lucien René Faure |